# Exposition maritime internationale de 1907
Une Exposition maritime internationale se tient à Bordeaux en 1907. En effet, d’avril à novembre 1907, Bordeaux a le privilège d’accueillir l'Exposition maritime internationale, avec en plus, une célébration du centenaire de la première ligne commerciale régulière de bateau à vapeur avec le Clermont, construit par Robert Fulton, entre New York et Albany, ouverte le 17 août 1807 aux États-Unis.

## Contexte historique
| - Affiche de l'exposition. |

En décembre 1905, la Ligue maritime française, sous la présidence de l'amiral Alfred Gervais et avec le concours actif de l'ingénieur général du génie maritime Louis-Émile Bertin, décide d'organiser une Exposition Maritime ouverte à toutes les nations du monde. Cette exposition devait en outre révéler à ses visiteurs l'effort considérable que chaque pays réalise pour développer sa marine commerciale et sa marine de guerre. 
Bordeaux est choisi comme siège de la manifestation en février 1906, et c'est le 27 avril 1907 que l'exposition maritime internationale de Bordeaux ouvre ses portes. L’inauguration officielle par Raphaël Milliès-Lacroix, ministre des Colonies, a lieu le jeudi 2 mai 1907. Antoine Ponchin a dessiné les affiches de l'exposition et décoré la façade du Grand Palais avec son Triomphe d'Amphitrite.
Bordeaux a sans doute détenu le record du nombre de grandes expositions de niveau international au XIXe siècle, avec pas moins de treize manifestations, toutes montées par la société philomathique de Bordeaux. Ce faisant, elle a acquis un savoir-faire reconnu, qui n'est pas étranger au choix du port de la Lune pour accueillir l'exposition, la plus importante qu'ait connue la ville. Un choix d'autant plus heureux que Bordeaux avait vu naître, en 1818, la première ligne de bateaux à vapeur français avec La Garonne.
Pendant le printemps, l’été et l’automne 1907 vont se succéder à Bordeaux visites royales, princières, ministérielles, de personnalités diverses, avec en plus, le déplacement d’escadres étrangères et de nombreux navires de guerre de toutes nations (France, Japon, États-Unis, Angleterre, Russie, Suède, Hollande, Espagne, Argentine, etc.) 
Durant toute la durée de l'exposition maritime, Bordeaux a été choisie pour être le lieu de réunion de nombreux Congrès internationaux et nationaux. Plus de cinquante ont tenu leurs assises dans la ville. 
Il est important de rappeler que Bordeaux, aujourd'hui capitale mondiale du vin, fut au début du XXe siècle un port et une ville industrielle d'intenses activités. Les Bordelais de la Belle Époque mettaient en avant le visage industriel de leur ville, avec en tête des entreprises comme Motobloc et les chantiers navals, aujourd'hui disparus.
En ce qui concerne l’exposition elle-même, à la fin de 1907 il n'en restait absolument rien. Tout a été démonté et détruit et c'est sur une place des Quinconces vide que Bordeaux a organisé son grand évènement suivant : la fête des vendanges de 1909, sa première grande manifestation qui célébrait le commerce du vin.

## Plan de l'exposition
Le plan général de l'Exposition et l'exécution presque totale des différents palais qu'elle abrite sont dus à l'architecte Albert Tournaire, auteur d'une grande partie de l'exposition de Bordeaux (1895). 
Dans la place des Quinconces et des allées de Chartres et d'Orléans qui la bordent, Tournaire a édifié un ensemble homogène et artistique.
| - Plan de l'exposition. |

| - Le Grand Palais. |

| - Le Grand Palais. |

Au centre de la place des Quinconces se dresse un Grand Palais. La façade principale, en face du Monument aux Girondins, se compose d'un immense pignon de 35 mètres de largeur sur 20 mètres de hauteur, percé de trois grandes arcatures recevant, à la hauteur du premier étage, les balustrades d'appui d'une vaste loggia. Ce pignon central est flanqué de deux tours dont la décoration exclusivement marine, leur donne une ressemblance avec les tourelles armées d'un grand vaisseau de guerre. Au bas de ces deux tours, on trouvait deux groupes symboliques du sculpteur Louis Convers : l'un représente la captation de la Vapeur, l'autre, l'Électricité.
La façade opposée est au bord du fleuve. Cette façade est d'architecture vénitienne ; elle rappelle un peu le palais des Doges à Venise. La sobriété de sa silhouette s'oppose très heureusement à la diversité et à la finesse de ses détails décoratifs. Elle est flanquée de deux immenses tours de 45 mètres de hauteur. Des ascenseurs amenaient les visiteurs à leur sommet et ces derniers profitaient d’une vie panoramique sur l’exposition, le fleuve et les toits de Bordeaux. La nuit, les tours étaient illuminées et projetaient des faisceaux de lumière à travers la terre et l’eau.
|  |

L'intérieur du grand palais : En entrant par la porte de la façade principale (côté des Girondins), on a accès à la grande nef centrale qui mesure 150 mètres de longueur sur 35 mètres de largeur et 19 mètres de hauteur.
Au rez-de-chaussée de la nef centrale se trouvent les sections de marines étrangères, les expositions de produits se rapportant à la marine, ou bien la représentation fidèle des navires les plus célèbres, construits par les grandes compagnies soit françaises, soit anglaises, soit allemandes ou autres. 
Au premier étage, on trouve de nombreux stands consacrés à divers sujets tels que l’océanographie, la première expédition Charcot en 1903, les chambres de commerce portuaires, les ports de pêche, l’enseignement, un salon du tourisme, les sports nautiques, une galerie des Beaux-arts, le Museo Naval de Madrid qui exposait la carte du pilote Juan de la Cosa, de Christophe Colomb, etc. 
La manifestation dépasse très largement le cadre que laissait prévoir son titre. Il s'agit également d'une exposition universelle qui rappelle celles du  siècle précédent et préfigure les foires modernes. 
Du côté des allées de Chartres, on rencontre le Palais des Vins de Bordeaux et de la Gironde ; les pavillons des Eaux-de-vie des Charentes, de Cognac et de la Champagne ; quatre galeries qui constituent le palais de l'Alimentation et enfin le palais des Arts graphiques et celui de l'outillage agricole et viticole… 
Sur les allées d'Orléans se trouvaient : le Salon parisien ; le palais de l'horticulture ; le tour du monde, le palais des industries diverses, le palais de l'automobile ; un kiosque à musique ; un restaurant…

### Les pavillons
| - Le pavillon des colonies. |

En face du Grand Palais, de l’autre côté de la colonne des Girondins, se dresse le Palais des Colonies où sont groupés les industries et les produits des colonies françaises de l'époque, notamment d’Afrique Occidentale et de Tunisie, ainsi que le commerce d’importation et d’exportation. 
Par ailleurs, de nombreux  palais, pavillons et stands divers se dressent un peu partout autour des deux palais principaux. 
Du côté des allées d'Orléans se trouvent quelques autres grands palais, tels que celui de l'Automobile où les grandes marques françaises de l’époque avaient tenu à figurer (parmi les exposants, on trouvait Peugeot, Renault et le fabricant bordelais Motobloc). Non loin de ce palais est celui de l'Horticulture, puis celui des Industries diverses et le Salon parisien. 
Sur les promenades de part et d’autre de l’esplanade, des pavillons faisaient la promotion de tout produit, du vin aux confiseries et de l’horticulture.

### Les «attractions»
|  |

|  |

La direction de l'exposition a pensé que cette manifestation devait aussi comporter des « attractions » établies à demeure. 
- Le Village africain : Aussi étonnant que cela puisse paraître aujourd’hui, le village africain fut visité par plusieurs centaines de personnes chaque jour. On y voyait un personnel de quatre-vingts à quatre-vingt-dix personnes, hommes, femmes et enfants, appartenant à quatre ethnies de l'Afrique du Nord, des Soudanais, des Sud-Oranais, des Chambas et des Ouled Naïl formant ensemble un « Village africain ».

Un « Village africain » n’était pas spécifique à Bordeaux en 1907. Il y en avait un lors de l’Exposition Coloniale qui s’est tenue la même année à Paris au bois de Vincennes.
- Le Royal Palace Cinématographe où chaque jour, le programme comprend les plus belles nouveautés cinématographiques en couleurs.

- Un parc d'attractions, où la vedette était l'Aéroplane, une attraction rotative qui pouvait faire tourner les carrousels jusqu’à 50 km/h.

- Un programme riche de concerts de musique.

### Les grands pavillons étrangers
Une passerelle piétonne en métal devant la façade est du Grand Palais permettait de passer au-dessus de la route et des tramways afin de visiter les pavillons étrangers : 
- Pavillon de la Belgique, la reproduction d'une scrupuleuse exactitude du merveilleux palais du Steen à Anvers.

- Pavillon des États-Unis, qui était une reproduction de la Maison-Blanche.

- Les pavillons de la Russie et de la Grèce.

| - Pavillon de la Belgique. - Pavillon des Etats-Unis. - Pavillon de la Russie. |

## La marine
Enfin, comme c’est un événement maritime à la base, de superbes bateaux ont été présents durant toutes les festivités. Des vaisseaux sont venus d’Argentine, du Japon, des Pays-Bas, de Russie, d’Espagne, de Suède, du Royaume-Uni et des États-Unis, pour ne citer qu’eux. 
| - Le Cassini. - Des voiliers. - Le Piethien. |

Le statut de premier plan au niveau maritime de Bordeaux s’est confirmé durant l’exposition : le cuirassé Vérité, qui a entièrement été construit par les chantiers navals de Bordeaux a été lancé. Gaston Thomson, ministre de la Marine, a présidé le 28 mai 1907 cette solennité, à laquelle 100 000 personnes assistaient. Le Vérité a eu une brillante carrière avant d’être désarmé en 1920.
|  |